# Филолошка гимназија у Београду
Филолошка гимназија је образовна институција која својим ученицима пружа образовање вишег степена из друштвених наука. То је специјализована школа за образовање кадра преводилачких и многих других струка везаних за језике. Широм Србије постоји мноштво језичких смерова названих управо по Филолошкој гимназији, али заправо постоје само две праве Филолошке гимназије. Једна је у Београду и она се обично назива Филолошка, а друга у Сремским Карловцима, која се чешће назива Карловачка Филолошка.

## Филолошка гимназија у Београду

### Историјат
Филолошка гимназија у Београду је у српском образовном систему је настала од Друге београдске гимназије. Филолошка гимназија је и данас једна од најпрестижнијих државних гимназија Србије. Налази се у Каменичкој број 2, на општини Савски венац, у самом центру Београда.
Директор гимназије од 2007. до 2019. био је Душко Бабић. Данас је то Драгана Ћећез Иљукић.

## Филолошка гимназија данас
Филолошка гимназија је специјализована гимназија у којој је остварен спој општег и друштвено-језичког смера. Дакле, у Филолошкој гимназији се подучавају општи предмети као и језик уопште. Стога ученици Филолошке гимназије имају мало већи фонд часова од својих вршњака у другим београдским гимназијама. 
Иако оваква, Филолошка гимназија је првенствено специјализована за проучавање и учење језика. Језици се у Филолошкој гимназији уче по модерном систему учења језика попут оних у Јапану и САДу. Дакле, они се проучавају у групама од 10 до 12 ученика. Сваки професор ради са по неколико група, непроменљивог састава, што значи да се ученици не могу пребацивати из групе у групу, већ остају у оној у којој су на почетку и одређени. Овим принципом, професор упознаје ученике и њихове нивое знања, и тако знатно ефикасније прати њихов напредак током четворогодишњег школовања. Језици се у Филолошкој гимназији изучавају и по специјалним уџбеницима, који су различити од оних у другим гимназијама. Ово је тако због другачије распоређеног фонда часова. Поред општих часова језика, током којих је акценат на граматици и ширењу вокабулара, ученици имају и посебне часове током којих раде разноразне вежбе слушања, комуникације, писања, превођења (симултаног и консекутивног) итд. Учење језика је потпуније и упознавањем са културном и историјском баштином народа, чији се језик учи, па и радом са лекторима. У Филолошкој гимназији се, по овом принципу, изучавају енглески, француски, руски, немачки, латински, старогрчки, шпански, италијански, норвешки, кинески и јапански језик.
А 2020е године додато је и одељење за сценске и аудиовизуелне уметности. Такође, учење српског језика је у Филолошкој гимназији исто тако јединствено. Тако се он проучава са два становишта: са становишта српске граматике и са становишта књижевности, дакле ученици Филолошке гимназије имају два одвојена предмета. Поред оваквог начина учења језика, специјализација Филолошке гимназије се огледа и у бројним стручним предметима попут лингвистике, основа превођења и сличног. 
Зграда Филолошке гимназије својим ученицима не пружа услове које школа попут ове заслужује. Али и поред тога, Филолошка гимназија не посустаје у образовању и обрађивању младих талената и будућих нада. Настава у Филолошкој гимназији је кабинетска. Сваки језик, па и сваки општи предмет, имају свој кабинет. Сваки кабинет је опремљен ЦД-плејером и, или касетофоном, DVD-плејером и, или видео-рекордером, телевизором, једно и двојезичним речницима, часописима и другом неопходном литературом, затим историјским картама и географским мапама као и осталом преко потребном опремом неопходном за неометаним одржањем наставе. У оквиру школског комплекса налазе се и фискултурна сала, изванредно опремљена библиотека са преко 10.000 књига из области белетристике, психологије, историје, лингвистике, класицима светске књижевност, али и књигама на страним језицима и видео-записима, као и летња учионица на отвореном.

### Ученици
Филолошку гимназију могу уписати сви ученици и ученице који поседују доказ о завршеном основном школовању и положе оба пријемна испита. Пријемни испит за упис у Филолошку гимназију се разликује од уобичајеног пријемног испита за упис у средњу школу. Он се састоји од полагања теста српског језика, али и теста језика који се жели уписати. Уколико ученик жели да упише језик који раније није могао учити, пр. кинески, онда полаже пријемни испит из енглеског језика, а уколико пак жели да упише језик који је претходно учио у основној школи, пр. руски, мораће да положи и пријемни испит из руског (или енглеског). Термин полагања пријемног испита за упис у Филолошку гимназију се разликује од термина полагања уобичајеног пријемног испита, како би ученици који не положе испит могли да изађу на уобичајени пријемни.
У једној генерацији постоји 7 одељења од по 24 ученика. Ученици Филолошке гимназије су једни од најбољих младих глумаца; песника и писаца; србиста и историчара; англициста, германиста, русиста и романиста у земљи, а постижу успехе и на међународном плану, о чему сведоче бројне награде и стипендије освојене у држави, региону и Европи.

## Активности
Филолошка гимназија позната је и по бројним ваннаставним активностима у којима су подједнако ангажовани и професори и ученици. Издвајају се бројне секције: језичка радионица, представе према оригиналним текстовима ученика, часописи, музичке приредбе и тематски дани - шпанска фијеста, Дан јапанске кухиње, Немачка фешта (Das Deutschfest), спортски турнири, еколошка секција и слично. 
Гимназија својим ученицима такође пружа прилику да викендом (од друге године) похађају факултативну наставу руског, шпанског, немачког, италијанског, грчког, јапанског, норвешког, кинеског, француског, корејског, персијског као и старословенског језика. Оцене из факултативних предмета су описне и не утичу на крајњи просек.
Ученици Филолошке гимназије активно сарађују и са невладином организацијом „Група 484” на пројекту „Абецеда демократије”, док су за социокултуролошку презентацију „Ручак у Београду” која је 2004. године одржана у Угоститељско-туристичкој школи добили посебну похвалу жирија.
У Филолошкој гимназији воле да се баве и бизнисом и менаџментом. Захваљујући програму агенције Џуниор ачивментс (Junior achievments - Достигнућа младих) у Филолошкој гимназији постоји ученичка компанија УЛПС која успешно послује и која је учествовала на градском такмичењу ове организације. 
У пролеће 2005. године, Филолошка гимназија покренула је фестивал „Драмско надигравање” на којем ученици београдских средњих школа изводе своје представе. Овај фестивал се одржава сваке године у мају месецу.
Филолошка гимназија негује традицију одржавања књижевних трибина. Једном месечно, у библиотеци или холу школе, гимназија омогућава својим ученицима сусрет са нашим књижевним уметницима, као што је Матија Бећковић. Он је одржао своју трибину априла месеца 2008. године.
Филолошка гимназија настоји и да ублажи податак по коме је негде око 7% младих посетило иностранство. У циљу да се ово промени, али и да се ученици оплемене новим искуствима и још више упознају и науче да цене сопствену културу, организују се разна студијска путовања поред редовних екскурзија. Најпознатије студијско путовање, које су осмислили сами професори Филолошке гимназије, је Путевима српског романтизма. 